# Take Out
Take Out é um filme independente de drama estadunidense de 2004 dirigido e escrito por Sean Baker e Shih-Ching Tsou. Estrelado por Charles Jang, Jeng-Hua Yu, Wang-Thye Lee e Justin Wan, estreou no Festival de Cinema Slamdance em 18 de janeiro.

## Elenco
- Charles Jang - Ming Ding
- Jeng-Hua Yu - jovem
- Wang-Thye Lee - irmã
- Justin Wan - Wei